# Јован Влалукин
Јован Влалукин (Нови Сад, 21. мај 1999), српски је фудбалер који игра на позицији бека. Тренутно наступа за ТСЦ из Бачке Тополе. Године 2021. по први пут је наступио за фудбалску репрезентацију Србије.